# Gagea foliosa
Espèce
Gagea foliosa est une espèce de plantes à bulbe du genre des gagées et de la famille des Liliacées.

## Liste des variétés et sous-espèces
Selon Tropicos (24 mars 2016) (Attention liste brute contenant possiblement des synonymes) :
- sous-espèce Gagea foliosa subsp. alpigena A. Terracc.
- sous-espèce Gagea foliosa subsp. elliptica A. Terracc.
- sous-espèce Gagea foliosa subsp. nevadensis (Boiss.) O. Bolòs, Masalles & Vigo
- sous-espèce Gagea foliosa subsp. pygmaea (Willd.) Nyman
- sous-espèce Gagea foliosa subsp. soleirolii (F.W. Schultz) K. Richt.
- variété Gagea foliosa var. busambarensis (Tineo) Nyman
- variété Gagea foliosa var. micrantha Boiss.